# 地の塩 山室軍平
『地の塩　山室軍平』（ちのしお　やまむろぐんぺい）は、2017年10月21日公開の日本の伝記映画。日本人で初めて救世軍の士官となった山室軍平の生涯を描く。

## キャスト
- 森岡龍 -  山室軍平
- 我妻三輪子 - 山室機恵子
- 辰巳琢郎 -  新島襄
- 伊嵜充則 - 石井十次
- 水澤紳吾 - 吉田清太郎
- 小柳心 - 矢吹幸太郎
- 芹澤興人  - 高城丑五郎
- 兒玉宣勝 - 政吉
- おかやまはじめ - 山室佐八
- KONTA - 杉本弥太郎
- 堀内正美 - 楼主
- 渡辺梓 - 山室登毛

## スタッフ
- プロデューサー: 上野有
- 監督: 東條政利
- 脚本: 我妻正義、東條政利
- 音楽: 内藤正彦
- 撮影監督: 高間賢治
- 照明: 上保正道
- 録音: 中村雅光
- 美術: 小出憲
- 装飾: 極並浩史
- 編集: 伊藤拓也
- 衣裳: 手塚勇、村島恵子
- メイク: 宇都圭史

## 製作
主演の森岡は、役作りのため、救世軍の礼拝出席や軍平の著作を読むなどの準備をおこない、撮影中は禁酒したという。

## 賞歴
- イギリス国際クリスチャン映画祭 2020 - 最優秀作品賞
- クリスチャン家族映画祭 2020 - BEST INSPIRATIONAL FEATURE GOLD
- I WILL TELL 国際映画祭 2020[2]
  - BEST ACTOR IN A FEATURE DRAMA
  - THE VANGUARD AWARD
- 国際クリスチャンメディア協会 BRONZE CROWNAWARD -2020[3]
- 国際クリスチャン映画祭 2020（フロリダ州） -  Most Inspirational Feature